# Shadowhunters - Città di cenere
Shadowhunters: The Mortal Instruments - Città di Cenere è un romanzo fantasy di Cassandra Clare pubblicato il 25 marzo 2008 negli Stati Uniti e il 9 settembre 2008 in italiano. È il secondo capitolo della saga Shadowhunters.

## Trama
Ottenuto il primo strumento mortale, la Coppa, Valentine ha un nuovo e malvagio progetto in mente, ovvero quello di recuperare anche il secondo strumento mortale: la Spada dell'Anima, chiamata Mellartach. 
  Per creare nuovi Cacciatori ci vorrebbe troppo tempo, per questo motivo l'uomo ha deciso di ricorrere ad un nuovo esercito: un esercito di demoni. Infatti, la Coppa gli offre l'obbedienza delle creature demoniache, ma Valentine ha bisogno della Spada per radunare un esercito senza eguali. Per fare questo, però, l’uomo ha bisogno di compiere un Rituale di Trasformazione, infatti la Spada dell'Anima è uno strumento angelico, ma il suo allineamento può essere cambiato sacrificando quattro giovani nascosti: un vampiro, un licantropo, uno stregone ed una creatura del popolo fatato. 
Intanto, all'Istituto, il luogo dove i Cacciatori possono chiedere accoglienza, tornano i genitori di Alec ed Isabelle. Maryse Lightwood, la loro madre, manda via Jace da casa, perché non crede alla buona fede del figlio adottivo e lo reputa una spia di Valentine. 
 Con l'aiuto di Clary e Luke, però, Jace torna all'Istituto per chiedere un processo ufficioso al Conclave, ma proprio in quel momento arriva l'Inquisitrice (una delle massime cariche del Conclave), Imogen Herondale, che sembra nutrire gli stessi sospetti di Maryse nei confronti di Jace. Per scoprire la verità, le due donne decidono quindi di sottoporre il ragazzo alla Prova della Spada, che permette ai Cacciatori di impugnarla e di dire solo la verità. Mellartach è però custodita nella Città di Ossa dai Fratelli Silenti, Cacciatori che si mutilano con rune potentissime, in grado di sconvolgerti la mente.
L'Inquisitrice Herondale non sembra nutrire nei confronti di Jace semplice sospetto, ma anche qualcosa di più profondo. Infatti, la donna attribuisce a Valentine la colpa della morte di suo figlio, Stephen Herondale (un tempo membro del Circolo), e, sperando di vendicarsi, confina Jace nelle terribili prigioni della Città di Ossa.
Poco dopo, Clary, Alec ed Isabelle si recano alla Città di Ossa, in seguito ad una richiesta d’aiuto da parte dei Fratelli Silenti. Infatti, l’Ossario dei Nephilm è stato attaccato da Valentine, che ha ucciso alcuni Fratelli Silenti ed è riuscito ad impossessarsi della Spada dell'Anima grazie alla collaborazione del Demone della Paura, Agramon. 
  L'Inquisitrice, allora, lascia Jace sotto il controllo dello stregone Magnus Bane, che intanto sta avendo una relazione segreta con Alec. 
Nel frattempo, Valentine è a metà del rituale, infatti è già riuscito ad uccidere uno stregone ed una fata: ora gli mancano solo un lupo mannaro ed un vampiro da far fuori per trasformare definitivamente Mellartach in un oggetto demoniaco.  
Clary, intanto, decisa a dimenticare quello che prova per suo fratello, intrattiene una relazione amorosa con il suo ex-migliore amico, Simon. La loro storia procede stabilmente, finché non accade uno spiacevole episodio alla Corte Seelie. Le fate non mentono e la loro Regina ha chiesto udienza ai giovani Cacciatori per discutere del ritorno di Valentine, solo che le fate sono belle quanto meschine e così, con un semplice trucco, riescono a far bere a Clary una delle loro bevande, vincolandola per sempre al loro mondo. La Regina le offre però una possibilità di salvarsi: deve essere baciata da colui che desidera di più al mondo. Proprio perché le fate non mentono e conoscono i segreti più intimi delle persone, sanno bene che il bacio di Simon non può salvare Clary perché, nonostante tutto, lei è ancora innamorata di Jace. 
  Il successivo bacio tra Jace e Clary è così passionale, che Simon capisce che la ragazza è sempre stata innamorata di Jace, anche se non lo ha mai voluto ammettere. 
Una volta lasciata la Corte Seelie, Simon, avuta la rivelazione su chi ama veramente Clary e in preda ad un eccesso di rabbia, si reca senza riflettere all'Hotel Dumort (albergo che funge da covo per i vampiri) e così viene trasformato in un non-morto dal vice capo-clan, Raphael Santiago. 
 Clary, schiacciata dai sensi di colpa per quanto accaduto a Simon, si rifiuta di cedere alle avances di Jace, al quale non sembra importare nulla della parentela che li lega, ma solo dei sentimenti che provano l'uno per l'altro. 
  Intanto, i due ragazzi scoprono che Clary è speciale, perché può creare nuove rune, e che Jace custodisce un potente segreto nel suo sangue. 
Poco dopo, Valentine rapisce Simon (vampiro neonato) e Maia Roberts (una giovane lupa mannara appartenente al branco di Luke) per concludere il Rituale di Trasformazione, portandoli sulla sua personale nave piena zeppa di demoni. 
  Scoperti i suoi piani, si radunano quanti più Cacciatori possibili per tentare di contrastarlo. In questi momenti di folle agitazione, l'Inquisitrice rimane colpita dalla cicatrice a forma di stella presente sulla spalla di Jace, quindi sacrifica se stessa per salvarlo e, poco prima di morire, gli dice che suo padre sarebbe fiero di lui, frase che Jace interpreta come una crudeltà riferita a Valentine, ma che in realtà getta dubbi sul sangue che scorre nelle vene del ragazzo.
Alla fine, i Nephilim (altro nome utilizzato per indicare gli Shadowhunters) riescono a sventare il Rituale di Trasformazione, salvando sia Maia che Simon, al quale Jace ha donato il proprio sangue, che lo ha reso ora un vampiro capace di vivere alla luce del sole (un Diurno).
Dopo la fuga di Valentine dalla battaglia, Luke annuncia che presto ci sarà una guerra e che tutti i Cacciatori dovranno essere pronti allo scontro.
Alla fine, Maryse riaccoglie Jace all'Istituto, scusandosi e dicendogli di averlo allontanato solo per paura che la facesse soffrire, ma che in realtà lo ama esattamente come se fosse suo figlio. Jace, finalmente, capisce di avere una famiglia.
In tutto ciò, Clary non vuole più mentire a se stessa e agli altri, così si reca da Jace per confessargli che anche lei desidera stare con lui. Jace, non conoscendo le intenzioni di Clary, le dirà, invece, che aveva sempre avuto ragione lei e che avrebbero dovuto comportarsi fin dall'inizio solamente come fratello e sorella. La ragazza finge di esserne contenta ma, profondamente ferita, si trascina all'ospedale, dove sua madre è ancora ricoverata, e lì incontra una donna misteriosa, Madeleine, che le dice di sapere come risvegliare Jocelyn dal coma in cui è caduta.

## Edizioni
- Cassandra Clare, Shadowhunters - Città di cenere, traduzione di Raffaella Belletti, collana Chrysalide, Arnoldo Mondadori Editore, 2008,  ca. 472 pagine, ISBN 978-88-04-58227-4.
- Cassandra Clare, Shadowhunters - Città di cenere, traduzione di Raffaella Belletti, collana Oscar Bestsellers, Arnoldo Mondadori Editore, 2010,  ca. 476 pagine, ISBN 978-88-04-60172-2.